# ジョージ・チップ
ジョージ・チップ（George Chip、1888年8月25日 - 1960年11月8日）は、アメリカ合衆国の元プロボクサー。リトアニア系。ペンシルベニア州スクラントン出身。元世界ミドル級王者。

## 略歴
1913年10月11日、フランク・クラウスに右一発で6回KO勝ちを収め、世界ミドル級王者となった。同年12月23日、前王者クラウスを相手に初防衛を果たしたが、打たれ脆い欠点を持ち、翌年4月6日、アル・マッコイに1回開始45秒でノックアウトされ、王座を失った。
その後8年間もリングに上がり続け、1921年には当時の世界王者ジョニー・ウィルソンに挑んでいるが、王座復帰はならなかった。

## 通算戦績
38勝（34KO）16敗3引分け97無判定1無効

## 獲得タイトル
- 世界ミドル級王座（防衛1）